# Nowa Cerekwia
Nowa Cerekwia (cz. Německá Cerekve, niem. Deutsch Neukirch) – wieś w Polsce, położona w województwie opolskim, w powiecie głubczyckim, w gminie Kietrz. Dawniej miasto; uzyskała lokację miejską w 1298 roku, zdegradowana w 1742 roku.
W pobliżu miejscowości znajduje się m.in. nieczynny (zalany) kamieniołom mioceńskiego bazaltu z dobrze widocznym ciosem słupowym.

## Historia
W pobliżu miejscowości znaleziono ślady wielu osad prehistorycznych i wczesnośredniowiecznych, m.in. kultury amfor kulistych, kultury wczesnego brązu (jedno z najstarszych w Polsce założeń obronnych) z XVIII w. p.n.e., kultury łużyckiej, celtyckiej, przeworskiej.
Historycznie miejscowość leży na tzw. polskich Morawach, czyli na obszarze dawnej diecezji ołomunieckiej. Wzmiankowana w 1234, kiedy należała do Margrabstwa Moraw. Jeszcze w XIII wieku uzyskało prawa miejskie. Istniała tu już wtedy parafia, najstarsza na obszarze dzisiejszego powiatu głubczyckiego. Z 1298 r. pochodzą wzmianki o targach w Nowej Cerekwi. Po wojnach śląskich znalazła się w granicach Prus i powiatu głubczyckiego. Pierwotnie była zamieszkała przez tzw. Morawców, jeszcze w XVII wieku językiem kazań był język morawski (gwary laskie), na początku XX wieku była już w całości niemieckojęzyczna. W 1885 r. w miejscowości mieszkało 1011 osób.
Do głosowania podczas plebiscytu na Górnym Śląsku uprawnione były w Nowej Cerekwi 844 osoby, z czego 550, ok. 65,2%, to mieszkańcy (w tym 528, ok. 62,6% całości, mieszkańcy urodzeni w miejscowości). Oddano 828 głosów (ok. 98,1% uprawnionych), w tym 827 (ok. 99,9%) ważnych; za Niemcami głosowało 826 osób (ok. 99,8%), a za Polską 1 osoba (ok. 0,1%). W Bieszkowie (niem. Bieskau) rozkład głosów prezentował się następująco: uprawnionych było 691 osób, z czego 446, ok. 64,5%, to mieszkańcy (w tym 442, ok. 64,0% całości, mieszkańcy urodzeni w Bieszkowie). Oddano 680 głosów (ok. 98,4% uprawnionych), w tym 680 (100%) ważnych; za Niemcami głosowało 677 osób (ok. 99,6%), za Polską 3 osoby (ok. 0,4%).
Do 1937 r. Bieszków (Bieskau) posiadał własną pieczęć gminną, na której przedstawiono  snopek, a za nim skrzyżowane kosę i grabie.
1 kwietnia 1937 r. Nowa Cerekwia i Bieszków zostały połączone w jedną miejscowość o nazwie Altstett. Miejscowość utraciła prawa miejskie. W granicach Polski od końca II wojny światowej. 12 listopada 1946 r. nadano miejscowości polską nazwę Nowa Cerekwia. Jej mieszkańcy zostali wysiedleni, a ich miejsce zajęli przesiedleńcy z utraconych przez Polskę Kresów Wschodnich. 80 polskich rodzin, zamieszkujących wieś Doliniany pod Gródkiem Jagiellońskim osiedliły się na Ziemiach Zachodnich w Kościerzycach (powiat brzeski) i właśnie w Nowej Cerekwi (powiat głubczycki) w Opolskiem.

## Religia
Na terenie wsi działalność religijną prowadzi rzymskokatolicka Parafia św. Piotra i Pawła

## Zabytki

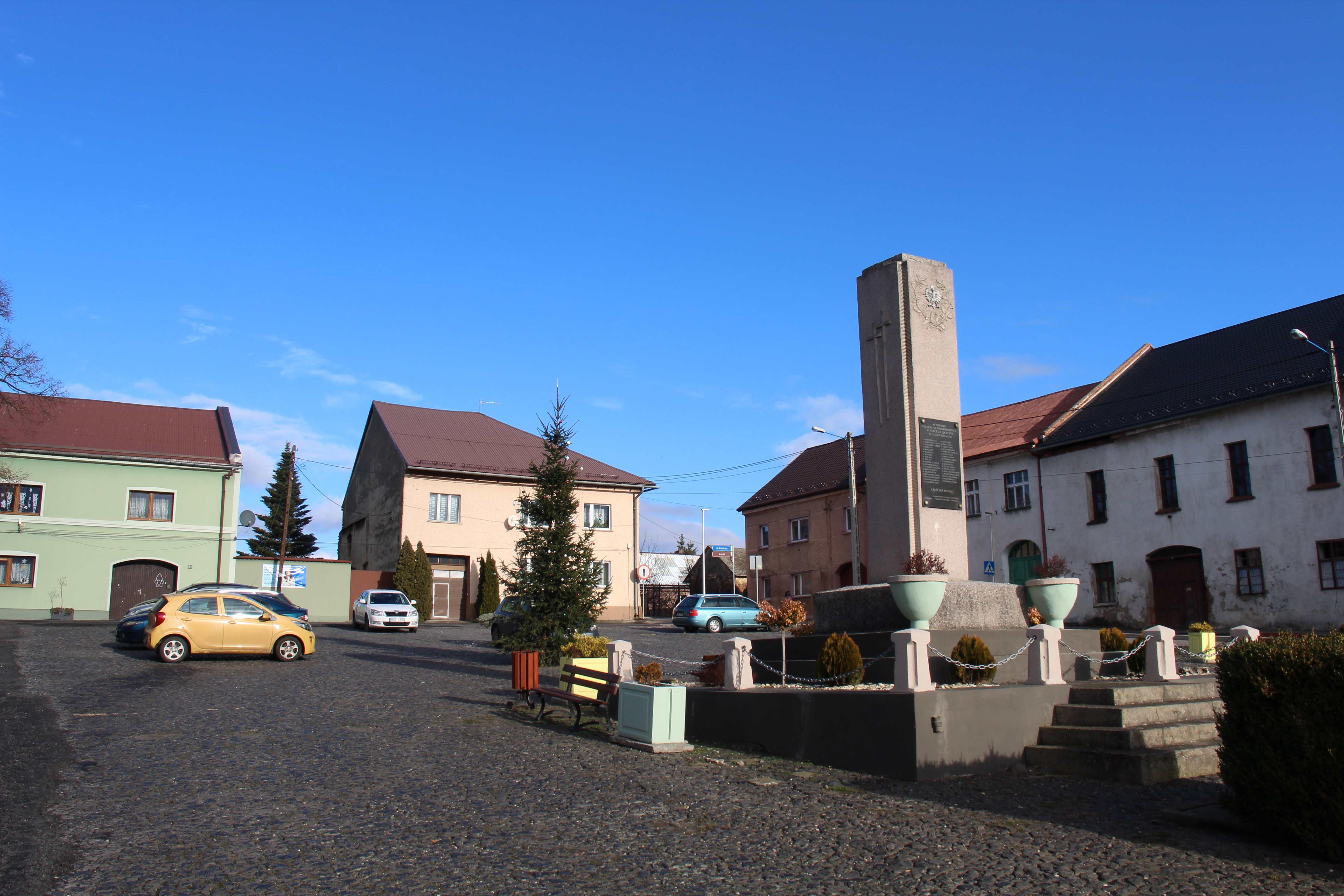
Rynek

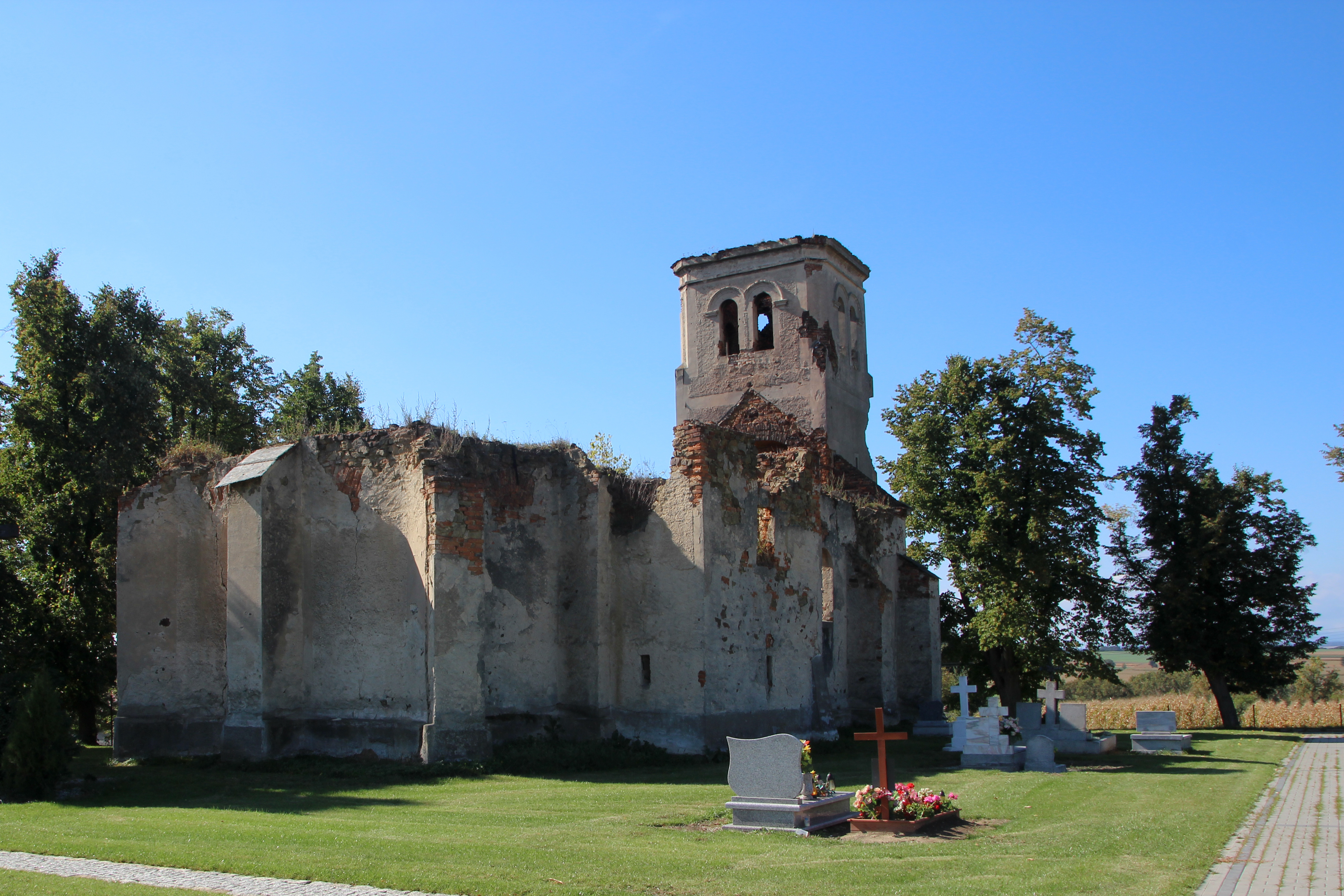
Ruina kościoła cmentarnego pw. św. Wacława

Do wojewódzkiego rejestru zabytków wpisane są:
- kościół par. pw. śś. Piotra i Pawła, zbudowany w latach 1783–1787 w stylu późnobarokowym z elementami klasycyzmu w miejscu starszej drewnianej świątyni
- ruina kościoła cmentarnego pw. św. Wacława, zbudowanego w 1688 roku, przebudowanego w 1858 r. i zniszczonego w 1945 roku; zachowały się w nim kamienne epitafia z XVII wieku
- ruina zamku, XVI–XVII, 1808 rok, zrujnowanego po 1945 r.
- dom, ul. Raciborska 19, z poł. XIX w., nie istnieje
- dom, ul. Raciborska 57, z poł. XIX w.
- dom, ul. Raciborska 58, z poł. XVIII w., XIX w.
- dom, ul. Rynek 17, 1 poł. XIX w.
- most kolejowy nad rzeką Troją

inne zabytki:
- grodzisko z epoki brązu.